# National Council of Synagogue Youth
Le National Council of Synagogue Youth (NCSY, en français : Conseil national de la synagogue juvénile) est une organisation de jeunesse juive orthodoxe, qui fait partie de l'Union orthodoxe. Elle a été fondée en 1954, a des membres aux États-Unis, au Canada, en Israël, au Chili et auparavant en Ukraine. Sa devise est d'inspirer l'avenir juif. Le NCSY est dirigé par le rabbin Micah Greenland et est supervisé par la commission de la jeunesse de l'Union orthodoxe (UO), dirigée par Avi Katz du New Jersey,.
Le NCSY est le successeur de l'Union nationale de la jeunesse juive orthodoxe, établie en 1942, en tant que mouvement de jeunesse orthodoxe, semblable à un club, ou une fraternité. Au fil du temps, son activité s'est concentrée sur la diffusion et l'enseignement des comportements religieux aux adolescents.